# Tofu alle mandorle
Il tofu alle mandorle (杏仁豆腐S, xìngrén dòufǔP; 杏仁豆腐?, an'nindōfu) è un dolce morbido e gelatinoso a base di latte di armellina, agar agar e zucchero, popolare in tutta l'Asia orientale.
Il nome "tofu" qui si riferisce a "solido simile al tofu"; non vengono utilizzati i semi di soia, che sono l'ingrediente principale del tofu. Questa convenzione di denominazione si vede anche in altri piatti dell'Asia orientale, come il yúdòufu cinese (魚豆腐) e il gomadōfu giapponese (胡麻豆腐). Il latte di armellina viene spesso confuso con il latte di mandorle, poiché la stessa armellina (seme all'interno del nocciolo dell'albicocca) viene spesso confusa con la mandorla.

## Preparazione

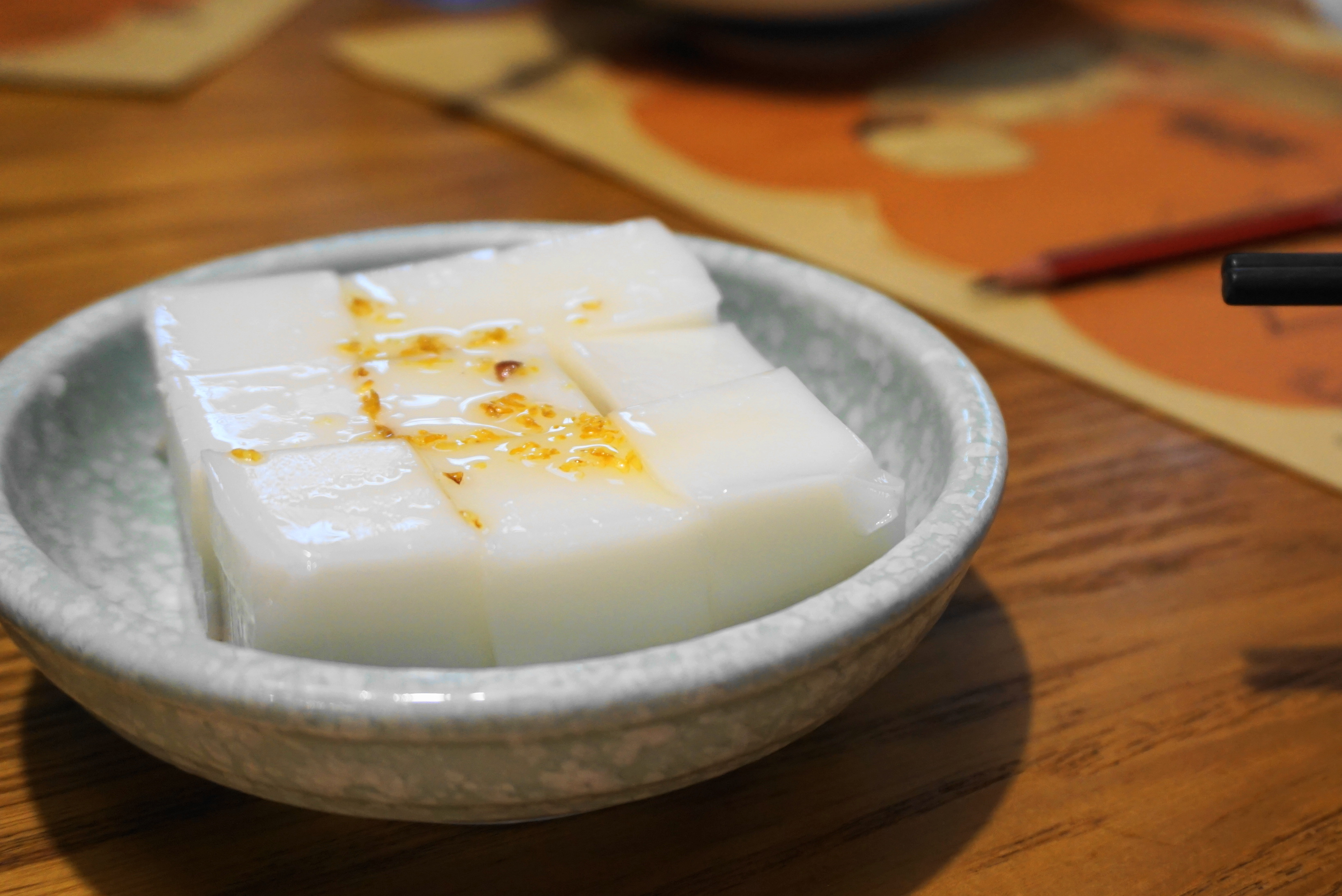
Tofu alle mandorle con miele di osmanto.

Nella ricetta tradizionale, l'aroma primario è l'armellina, ammollata e macinata con acqua. La miscela viene filtrata, addolcita e riscaldata con un agente gelificante (solitamente agar agar). Una volta raffreddata, la miscela di latte di armellina si solidifica nella consistenza di una gelatina morbida.
Sebbene la ricetta a base di agar agar sia vegana, esistono numerose ricette non tradizionali che non lo sono. La maggior parte si basa su latticini e una piccola quantità di estratto aromatizzato. La gelatina animale è anche un comune sostituto dell'agar agar. La gelatina di armellina può essere preparata da zero o utilizzando un mix istantaneo. Esiste una polvere istantanea a base di soia con un agente coagulante, che si dissolve in acqua calda e si solidifica durante il raffreddamento.
Nella cucina taiwanese, il piatto utilizza la varietà meridionale più dolce di armellina mescolata con le arachidi. A Taipei, il dolce è nato come piatto da bancarella, ma ora viene servito anche nelle sale per banchetti e nei ristoranti degli hotel. Alle Hawaii fu introdotto dagli immigrati cinesi a partire dal 1850. Ora è solitamente preparato con gelatina ed estratto di mandorle e tipicamente mescolato con cocktail di frutta in scatola e litchi in scatola.